# Effet tunnel (géographie)
Pour les articles homonymes, voir Effet tunnel.
 (décembre 2018).
Si vous disposez d'ouvrages ou d'articles de référence ou si vous connaissez des sites web de qualité traitant du thème abordé ici, merci de compléter l'article en donnant les références utiles à sa vérifiabilité et en les liant à la section « Notes et références ».
En géographie, l'effet tunnel désigne la situation dans laquelle se trouve un espace traversé par un axe de transport. L'accès à cet axe de transport étant impossible en dehors de quelques rares haltes intermédiaires entre les points de départ et d'arrivée, ou même totalement impossible entre les points de départ et d'arrivée.
Pour Camille Tiano et Clara Loïzzo, l'effet tunnel désigne « l'effacement des relais intermédiaires par la mise en œuvre d'un moyen de circulation rapide sur un axe, absence ou insuffisance de points d'entrée sur le réseau ».
L'effet tunnel se manifeste par le développement accéléré des espaces situés autour des accès aux axes de transports (entrées d'autoroute, gares TGV, etc.) et l'isolement relatif des espaces traversés mais éloignés de ces points d'accès.

« Des espaces qualifiés d'intermédiaires, […] risquent d'être littéralement "gommés" du jeu économique global, si, faute d'atouts particulier, et de volonté de mise en valeur de ces atouts, ils se retrouvent confinés dans le peu enviable statut d'espaces traversés, d'espaces de transit.
Cet effet, dit effet tunnel, peut être constaté entre deux points d'accès à une ligne de communication rapide (entre deux gares TGV, ou entre deux diffuseurs autoroutiers). »

Les espaces victimes de l'effet tunnel doivent subir les nuisances liées aux axes de transports sans bénéficier de leurs avantages.
La Gare de TGV Haute-Picardie est un exemple typique d'effet tunnel, elle est également surnommée la gare des betteraves du fait qu'elle est située entre Amiens et Saint-Quentin en plein champ.